# 青缨鲆
青缨鲆（学名：Crossorhombus azureus）为輻鰭魚綱鰈形目鰈亞目鲆科缨鲆属的鱼类，俗名兰缨鲆。分布于西达印度东岸、南到印度尼西亚等处以及海南岛、两广到浙闽海区等，属于暖水性底层海鱼，棲息深度13-60公尺，有眼睛的一邊上為褐灰色，有較深色的斑點與斑塊，鰭比身體灰白，背鰭與臀鰭有小的深色斑點，尾鰭有2個明顯的深色條紋，頭部小，吻短於眼，輪廓鮮明位於眼間骨區域前，背鰭軟條84-92枚;臀鰭軟條63-74枚，體長可達18公分，棲息在泥底質底層水域，以底棲生物為食，生活習性不明。该物种的模式产地在印度的奥里萨邦。